# Michael Martin, Baron Martin of Springburn
Michael John Martin, Baron Martin of Springburn (* 3. Juli 1945 in Glasgow; † 29. April 2018) war ein britischer Politiker der Labour Party und vom 23. Oktober 2000 bis zum 21. Juni 2009 Sprecher des Unterhauses (House of Commons).

## Herkunft und berufliche Laufbahn
Der Sohn eines Seemanns und einer Schulreinigungskraft verließ mit 15 Jahren die St. Patrick‘s Boys School im Glasgower Stadtteil Anderston, um in einer Walzblechfabrik zu arbeiten. Bald darauf trat er zunächst der Metallarbeitergewerkschaft und 1966 der Labour Party bei. Später wurde er Arbeiter im Rolls-Royce-Werk im Stadtteil Hillington und zugleich von 1970 bis 1974 Geschäftsstellenleiter der Vereinigten Gewerkschaft der Maschinen- und Elektroindustrie (AUEW). Zuletzt war er von 1976 bis 1979 Organisationssekretär der Nationalen Gewerkschaft des Öffentlichen Dienstes (NUPE).

## Politische Laufbahn

### Abgeordneter
Martin begann seine politische Laufbahn 1973 mit der Wahl zum Ratsherrn der Stadt Glasgow. Dieses Amt übte er bis zu seiner Wahl zum Abgeordneten des Unterhauses aus.
Am 3. Mai 1979 wurde er bei den Unterhauswahlen erstmals zum Abgeordneten des Unterhauses (House of Commons) gewählt. Dabei vertrat er bis 2005 die Interessen der Labour Party des Wahlkreises Glasgow-Springburn. Nach der Auflösung dieses Wahlkreises wurde er 2005 Abgeordneter des Wahlkreises Glasgow-Nordost. Als junger Abgeordneter erfuhr er insbesondere die Unterstützung der stellvertretenden Labour-Vorsitzenden Roy Hattersley und Denis Healey, dessen Parlamentarischer Privatsekretär er von 1980 bis 1983 war.

### Parlamentssprecher
Martin wurde 1987 Vorsitzender des Scottish Grand Committee, dem parteiübergreifend alle Abgeordneten aus Schottland angehören. Als solcher gehörte er auch dem erweiterten Gremium des Unterhaussprechers an. Anschließend wurde er 1997 Stellvertretender Unterhaussprecher sowie in diesem Amt zugleich Erster Stellvertretender Vorsitzender des Ausschusses für Wege und Mittel (Ways and Means).
Nach dem Rücktritt der ersten „Madame Speaker“ Betty Boothroyd wurde er am 23. Oktober 2000 als deren Nachfolger zum Speaker des Unterhauses gewählt. Er war der erste römisch-katholische Speaker seit der Reformation.
Bei einer Fragestunde im Unterhaus erregte er am 1. November 2006 Aufsehen, als er den Oppositionsführer und Vorsitzenden der Conservative Party, David Cameron unterbrach, als dieser den Vorsitzenden der Labour Party und Premierminister Tony Blair zu dessen Nachfolge befragte. Martin begründete das Unterbrechen der Frage damit, dass der Vorsitzende der Tories nicht Fragen zur Nachfolge bei der Labour Party stellen könne. Cameron bezog seine Frage jedoch auf die Nachfolge als Premierminister.
Am 19. Mai 2009 kündigte Martin seinen Rücktritt vom Amt des Speakers für den 21. Juni 2009 an, nachdem gegen ihn massive Vorwürfe im Zuge der Affäre um Spesenabrechnungen von Abgeordneten erhoben worden waren. Damit wurde das erste Mal seit 1695 ein Sprecher des Unterhauses zum Rücktritt gezwungen. Zu seinem Nachfolger wurde am 22. Juni 2009 der Tory John Bercow gewählt.
Am 25. August 2009 wurde er zum Life Peer als Baron Martin of Springburn, of Port Dundas in the City of Glasgow, ernannt und offiziell ins House of Lords aufgenommen. Er saß dort als Crossbencher.
Sein Sohn Paul Martin schlug ebenfalls eine politische Laufbahn ein und war von 1999 bis 2016, als er seinen Sitz an den Kandidaten der Scottish National Party verlor, Abgeordneter der Labour Party im Parlaments von Schottland.